# 11. Berlini Nemzetközi Filmfesztivál
Az 11. Berlini Nemzetközi Filmfesztivál 1961. június 23. és július 4. között került megrendezésre. Az Arany Medve díjat Michelangelo Antonioni filmje, Az éjszaka nyerte.

## Zsűri
Az alábbi emberek voltak a fesztivál zsűrijének tagjai:

### Filmek
- James Quinn, brit producer – Zsűrielnök
- France Roche, francia újságíró, filmkritikus, színésznő és forgatókönyvíró
- Marc Turfkruyer, belga filmkritikus
- Satyajit Ray, indiai filmkészítő
- Gian Luigi Rondi, olasz filmkészítő
- Hirotsugu Ozaki, japán színműkritikus
- Nicholas Ray, amerikai filmkészítő
- Falk Harnack, nyugat-német filmkészítő
- Hans Schaarwächter, nyugat-német újságíró és író

### Dokumentumfilmek és rövidfilmek
- Willem de Vogel, holland színész – Zsűrielnök
- Else Goelz, nyugat-német újságíró
- Mohammed Gamal Eldin Rifaat, Egyesült Arab Emirátusok
- Luis Gómez Mesa, spanyol filmkritikus és író
- Max Lippmann, nyugat-német filmkritikus
- Ingeborg Lyche, a Statens Filmsentral norvég igazgatója
- Flávio R. Tambellini, brazil producer

## A fesztivál programja

### Versenyben lévő filmek
Az alábbi filmek voltak versenyben az Arany Medve- és az Ezüst Medve-díjakért:
| Magyar cím                    | Eredeti cím                   | Rendező                                  | Ország                                        |
| ----------------------------- | ----------------------------- | ---------------------------------------- | --------------------------------------------- |
| Yi wan si qian ge zheng ren   | 證人 萬 四千 個 證人          | Wang Hao                                 | Tajvan, Hongkong                              |
| Amélie ou le Temps d'aimer    | Amélie ou le Temps d'aimer    | Michel Drach                             | Franciaország                                 |
| Antigoné                      | 'Aντιγόνη                     | Yorgos Javellas                          | Görögország                                   |
| Anuradha                      | अनुराधा                          | Hrishikesh Mukherjee                     | India                                         |
| L'assassino                   | L'assassino                   | Elio Petri                               | Olaszország, Franciaország                    |
| Az asszony az asszony         | Une femme est une femme       | Jean-Luc Godard                          | Franciaország                                 |
| A gonosz jól alszik           | 悪い奴ほどよく眠る            | Kuroszava Akira                          | Japán                                         |
| Prae dum                      | Prae dum                      | Rattana Pestonji, Ratanavadi Ratanabhand | Thaiföld                                      |
| Kırık Çanaklar                | Kırık Çanaklar                | Memduh Ün                                | Törökország                                   |
| Mabu                          | 마부                          | Kang Dae-jin                             | Dél-Korea                                     |
| A Morte Comanda o Cangaço     | A Morte Comanda o Cangaço     | Carlos Coimbra, Walter Guimares Motta    | Brazília                                      |
| L'Amant de cinq jours         | L'Amant de cinq jours         | Philippe de Broca                        | Franciaország, Olaszország                    |
| Az éjszaka                    | La Notte                      | Michelangelo Antonioni                   | Olaszország, Franciaország                    |
| La patota                     | La patota                     | Daniel Tinayre                           | Argentína                                     |
| Macbeth                       | Macbeth                       | George Schaefer                          | Amerikai Egyesült Államok, Egyesült Királyság |
| Die Ehe des Herrn Mississippi | Die Ehe des Herrn Mississippi | Kurt Hoffmann                            | Nyugat-Németország, Svájc                     |
| Malachiás csodája             | Das Wunder des Malachias      | Bernhard Wicki                           | Ausztria                                      |
| No Love for Johnnie           | No Love for Johnnie           | Ralph Thomas                             | Egyesült Királyság                            |
| The Pleasure of His Company   | The Pleasure of His Company   | George Seaton                            | Amerikai Egyesült Államok                     |
| Question 7                    | Question 7                    | Stuart Rosenberg                         | Amerikai Egyesült Államok, Nyugat-Németország |
| Romanoff and Juliet           | Romanoff and Juliet           | Peter Ustinov                            | Amerikai Egyesült Államok                     |
| Tulipunainen kyyhkynen        | Tulipunainen kyyhkynen        | Matti Kassila                            | Finnország                                    |
| Almurahikat                   | Almurahikat                   | Ahmed Diaa Eddine                        | Egyiptom                                      |
| Makkers Staakt uw Wild Geraas | Makkers Staakt uw Wild Geraas | Fons Rademakers                          | Hollandia                                     |
| Két szerelem                  | Two Loves                     | Charles Walters                          | Amerikai Egyesült Államok                     |
| Los jóvenes                   | Los jóvenes                   | Luis Alcoriza                            | Mexikó                                        |
| I faresonen                   | I faresonen                   | Bjørn Breigutu                           | Norvégia                                      |

### Dokumentumfilmek és rövidfilmek
| Magyar cím                         | Eredeti cím                        | Rendező              | Ország                          |
| ---------------------------------- | ---------------------------------- | -------------------- | ------------------------------- |
| Un país llamado Chile              | Un país llamado Chile              | B.H. Hardy           | Chile                           |
| Chimichimito                       | Chimichimito                       | José Martín          | Venezuela                       |
| Homérosz földjén                   | Traumland der Sehnsucht            | Wolfgang Müller-Sehn | Nyugat-Németország, Görögország |
| Gesicht von der Stange?            | Gesicht von der Stange?            | Raimund Ruehl        | Nyugat-Németország              |
| De lage landen                     | De lage landen                     | George Sluizer       | Hollandia                       |
| Lo specchio, la tigre e la pianura | Lo specchio, la tigre e la pianura | Raffaele Andreassi   | Olaszország                     |
| Morning on the Lièvre              | Morning on the Lièvre              | David Bairstow       | Kanada                          |
| Description d'un combat            | Description d'un combat            | Chris Marker         | Franciaország, Izrael           |
| Sirènes                            | Sirènes                            | Emile Degelin        | Belgium                         |

## Győztesek
- Arany Medve: Az éjszaka (Michelangelo Antonioni)
- Ezüst Medve: Makkers Staakt uw Wild Geraas (Fons Rademakers)
- Ezüst Medve díj a legjobb rendezőnek: Bernhard Wicki (Malachiás csodája)
- Ezüst Medve díj a legjobb színésznőnek: Anna Karina (Az asszony az asszony)
- Ezüst Medve díj a legjobb színésznek: Peter Finch (No Love for Johnnie)
- A zsűri különdíja: Mabu (Kang Dae-jin)
- A zsűri különdíja: Az asszony az asszony (Jean-Luc Godard)
- Arany Medve a legjobb dokumentumfilmnek: Description d'un combat (Chris Marker)
- Ezüst Medve díj a legjobb dokumentumfilmnek: Homérosz földjén (Wolfgang Müller-Sehn)
- Arany Medve a legjobb rövidfilmnek: Gesicht von der Stange? (Raimund Ruehl)
- Ezüst Medve díj a legjobb rövidfilmnek: Chimichimito (José Martín)
- A zsűri különdíja rendkívüli rövidfilmnek:
  - De lage landen (George Sluizer)
  - Lo specchio, la tigre e la pianura (Raffaele Andreassi)
  - Sirènes (Emile Degelin)
  - Morning on the Lièvre (David Bairstow)
- FIPRESCI-díj
  - Az éjszaka (Michelangelo Antonioni)
- OCIC-díj
  - Question 7 (Stuart Rosenberg)
- C.I.D.A.L.C.-díj
  - La patota (Daniel Tinayre)
- Legjobb egész estés ifjúsági film: Question 7 (Stuart Rosenberg)
- Legjobb ifjúsági dokumentumfilm: Description d'un combat (Chris Marker)
- Legjobb ifjúsági rövidfilm: De lage landen (George Sluizer)
  - Tiszteletbeli említés: Gesicht von der Stange? (Raimund Ruehl)

## Fordítás
- Ez a szócikk részben vagy egészben  a(z)   11th Berlin International Film Festival című angol Wikipédia-szócikk fordításán alapul.  Az eredeti cikk szerkesztőit annak laptörténete sorolja fel. Ez a jelzés csupán a megfogalmazás eredetét és a szerzői jogokat jelzi, nem szolgál a cikkben szereplő információk forrásmegjelöléseként.